# 匹克城 (北达科他州)
匹克城（英語：Pick City），是美国北达科他州下属的一座城市。根据2010年美国人口普查，该市有人口123人。